# Cohicaleyrodes mappiae
Cohicaleyrodes mappiae là một loài côn trùng cánh nửa trong họ Aleyrodidae, phân họ Aleyrodinae.
Cohicaleyrodes mappiae được Selvakumaran & David miêu tả khoa học đầu tiên năm 1996.